# Губернские дома
Губернские дома — комплекс исторических зданий в Кронштадте. Построены в 1717—1725 гг. Объект культурного наследия федерального значения. Расположены между Петровской и Макаровской улицами.

## История
Дома получили название губернских, так как строились, по приказу Петра I, силами и средствами губерний России, а возведение поручалось губернаторам. Приказ об их строительстве был издан 10 марта 1714 года. Их возведение предполагалось в кратчайшие сроки. Они строились по типовому проекту, трёхэтажными, с высокими подвалами. Однако работы затянулись, первые дома стали возводиться только в 1717 году, а закончились работы только в 1725 году, после смерти Петра I. Архитектором и вероятным автором проекта был Иоганн Фридрих Браунштейн, его помощником был Х. Конрад.
Дома должны были образовывать линию вдоль современной Макаровской улицы с обеих сторон от канала и доков, а также окружать сам канал. До настоящего времени с перестройками сохранились 11 (по другим данным — 10) домов, все с восточной стороны канала. Вместо части домов с западной стороны был возведён Итальянский дворец А. Д. Меншикова.
Дома были перестроены в 1810—1827 гг., лишившись части оформления. 10-й дом, где размещалась аптека, был перестроен в 1832—1833 гг. сильнее: были перебиты оконные проёмы, ставшие после этого арочными, увеличены габариты здания, частично перестроены и стены, также возведена трёхэтажная вставка, соединившая со стороны моря 7-й и 10-й дома. В 1830 году по проекту И. Г. Гомзина были соединены ещё одной трёхэтажной вставкой 8-й и 9-й дома. 9-й губернский дом после перестрйки стал домом Главного командира кронштадтского военного порта. В доме проживали занимавшие этот пост Ф. Ф. Беллинсгаузен, Ф. П. Литке, С. С. Лесовский, С. О. Макаров, В. Ф. Трибуц. В предвоенные годы в квартире № 7 в доме жил А. И. Маринеско. Большая часть губернских домов остаётся жилыми.

## Архитектура
В наибольшей степени сохранили первоначальное оформление губернские дома с 1-го по 6-й. Дома выстроены трёхэтажными, каменными, оштукатуренными изнутри и снаружи, с выложенными сводами. Их крыли голландской черепицей. Проект предусматривал 7 осей на каждом из одинаковых лицевых фасадов. Между первым и вторым этажом проведена профильная тяга. Углы домов и средняя часть были оформлены пилястрами, но они не сохранились после реконструкции XIX века.

## Список домов
- 1-й губернский дом — Петровская улица, 8, корпус 2
- 2-й губернский дом — Петровская улица, 8, корпус 3
- 3-й губернский дом — Петровская улица, 10, корпус 2
- 4-й губернский дом — Петровская улица, 10, корпус 3
- 5-й губернский дом — Петровская улица, 10, корпус 2 ([уточнить]Петровская 12 по OSM[4], Петровская 12 к1 по 2gis[5], Петровская 12 к2 по ЕГРОКН[6], citywalls[7])
- 6-й губернский дом — Петровская улица, 12, корпус 3 (Красная улица, 2)
- 7-й губернский дом (соединён вставкой с 10-м домом) — Петровская улица, 14А
- 8-й губернский дом (соединён вставкой с 9-м домом) — Петровская улица, 16, корпус 2
- 9-й губернский дом (соединён вставкой с 8-м домом) — Петровская улица, 16, корпус 3 (Коммунистическая улица, 2)
- 10-й губернский дом (соединён вставкой с 7-м домом) — Петровская улица, 14, корпус 1 (Красная улица, 1)
- 11-й губернский дом (перестроен, часто не рассматривается в комплексе, известен как дом Миниха) — Коммунистическая улица, 1